# Endrosa fasciata
Endrosa fasciata är en fjärilsart som beskrevs av Arnold Spuler 1906-1913. Endrosa fasciata ingår i släktet Endrosa och familjen björnspinnare. Inga underarter finns listade i Catalogue of Life.